# Rita Kuti-Kis
Rita Kuti Kis (ur. 13 lutego 1978 w Lengyeltóti) – węgierska tenisistka, reprezentantka kraju w Fed Cup, olimpijka z Sydney (2000).

## Kariera tenisowa
Zawodową tenisistką była w latach 1991–2006.
W sezonie 2000 wygrała swój jedyny turniej rangi WTA Tour, w São Paulo. W tym samym roku doszła do trzeciej rundy French Open (pokonana w niej przez Monicę Seles) oraz w pierwszej rundzie Australian Open wyeliminowała Jelenę Dokić. Dzięki tym sukcesom osiągnęła w czerwcu 2000 roku najwyższy ranking w karierze, miejsce 47. Uczestniczyła również na igrzyskach olimpijskich w Sydney odpadając w pierwszej rundzie po porażce z Amandą Coetzer.
W latach 1994, 1999–2003 reprezentowała Węgry w Fed Cup uczestnicząc w 21 meczach i odnosząc 12 zwycięstw.

### Wygrane turnieje rangi ITF
| turnieje z pulą nagród 100 000 $ |
| turnieje z pulą nagród 75 000 $  |
| turnieje z pulą nagród 50 000 $  |
| turnieje z pulą nagród 25 000 $  |
| turnieje z pulą nagród 15 000 $  |
| turnieje z pulą nagród 10 000 $  |

#### Gra pojedyncza
|    | Data       | Turniej  | Kat. | ($)    | Naw.   | Finalistka        | Wynik         |
| 1. | 28/09/1992 | Ateny    | ITF  | 10 000 | ziemna | Claudia Timm      | 6:0, 6:3      |
| 2. | 07/06/1993 | Murska   | ITF  | 10 000 | ziemna | Tatjana Ječmenica | 6:2, 6:3      |
| 3. | 06/09/1998 | Spoleto  | ITF  | 25 000 | ziemna | Ľudmila Cervanová | 6:1, 6:2      |
| 4. | 04/10/1998 | Saloniki | ITF  | 25 000 | ziemna | Denisa Chládková  | 1:6, 6:1, 6:1 |